# Jerzy Walczak (1929–1968)
Jerzy Walczak (ur. 26 lipca 1929 w Łodzi, zm. 26 czerwca 1968 w Sieradzu) – polski aktor teatralny, filmowy i telewizyjny, reżyser teatralny.

## Życiorys
12 maja 1951 zadebiutował w roli Zbyszka w Moralności pani Dulskiej Gabrieli Zapolskiej w reż. Jadwigi Chojnackiej na deskach Teatru Powszechnego Łodzi. W 1952 ukończył Państwową Wyższą Szkołę Teatralną w Łodzi.
W latach 1946–1948, jako uczeń liceum statystował na scenach łódzkich teatrów. Od 1952 do śmierci był aktorem Teatru im. Stefana Jaracza w Łodzi. Rysował portrety i karykatury. Był aktywnym działaczem PZPR, delegatem na IV Zjazd tej partii (15–20 czerwca 1964).
26 czerwca 1968 zginął w wypadku samochodowym w Sieradzu. Pochowany na cmentarzu Doły w Łodzi.
Występował również w Teatrze Telewizji, m.in. w spektaklach: Z chłopa król Piotra Baryki w reż. Jerzego Gabrielskiego (1959), Himmelkommando Aleksandra Obrenovića i Đorđe Lebovića w reż. Jerzego Antczaka (1961), Romans Iwana Turgieniewa w reż. Jerzego Antczaka (1961), Jak wam się podoba Williama Szekspira w reż. Zygmunta Hübnera (1963), Alkad z Zalamei Pedro Calderóna de la Barca w reż. Jerzego Antczaka (1963), Tranzyt Anny Seghers w reż. Tadeusza Worontkiewicza (1963) oraz w Celi 267 według Reportażu spod szubienicy Juliusa Fučíka (1964), Zrzucie według Barw walki Mieczysława Moczara (1964) i Damie pikowej Aleksandra Puszkina w reż. Ireneusza Kanickiego jako Saint Germain (1964).

## Filmografia
- Jasne łany (1947) – chłop pijak
- Młyn nad Lutynią  (1949) – Jarogniew, Szulc
- Maleńka informacja (1953) – urzędnik
- Piątka z ulicy Barskiej (1953)
- Pod gwiazdą frygijską (1954) – mówca
- Jesienny wieczór (1955) – nieznajomy
- Trzy starty (1955)
- Kapelusz pana Anatola (1957) – złodziej
- Żołnierz królowej Madagaskaru (1958) – wielbiciel Kamilli
- Szatan z siódmej klasy (1960) – pacjent
- O dwóch takich, co ukradli księżyc (1962) – zbójca
- Dwa żebra Adama (1963) – towarzysz z województwa
- Spotkanie ze szpiegiem (1964) – Zygmunt, kierowca PKS, współpracownik Bernarda
- Życie raz jeszcze (1964) – towarzysz, współpracownik Jakuszyna
- Głos ma prokurator (1965) – mówca na zebraniu w sprawie budowy szkoły
- Kapitan Sowa na tropie (serial telewizyjny) (1965) – reżyser Gajda, przyjaciel Nawrockiego (odc. 1. Gipsowa figurka)
- Powrót doktora von Kniprode (1965) – więzień Wójcik, współpracownik Niemców (cz. 1. Na wilczym tropie)
- Kochajmy syrenki (1966) – zaopatrzeniowiec poszukujący gumowych uszczelek
- Sami swoi (1967) – sąsiad Kargula
- Dancing w kwaterze Hitlera (1968) – saper bez ręki
- Stawka większa niż życie (serial telewizyjny) (1968) – konspirator „Edward” (odc. 3. Ściśle tajne)

## Odznaczenia i nagrody
- Złoty Krzyż Zasługi (1962)
- Medal 10-lecia Polski Ludowej (1955)
- Odznaka 1000-lecia Państwa Polskiego (1966)
- Odznaka Honorowa miasta Łodzi (1962)
- Nagroda na III Kaliskich Spotkaniach Teatralnych w Kaliszu za rolę tytułową w spektaklu Kariera Artura Ui w Teatrze im. Stefana Jaracza w Łodzi (1963)